# شهر اس.ام.
شهر اس.ام. (طراحی شده به شکل SMTOWN) یک نام تجاری و چتری برای تمامی هنرمندانی است که تحت نظر کمپانی سرگرمی اس. ام. اینترتینمنت فعالیت می‌کنند.
هنرمندان «شهر اس.ام.» از سال ۲۰۰۸ در تورهای جهانی سالانهٔ این کمپانی اجرا کرده‌اند.
تا سال ۲۰۱۴ «شهر اس.ام.» توانسته بیش از یک میلیون تماشاچی را به خود جذب کند.
تا ژوئیه ۲۰۱۸، ویدیوهای شهر اس.ام. در کانال رسمی یوتیوب‌اش بیش از ۱۱ میلیارد بازدید داشته‌اند.